# Domingos Castro
Domingos da Silva Castro (Fermentões, 22 novembre 1963) è un ex maratoneta e mezzofondista portoghese, medaglia d'argento nei 5000 metri ai Mondiali 1987 disputati a Roma. É il fratello gemello di Dionísio Castro.

## Biografia
Ha vinto l'edizione 1995 della maratona di Parigi, con 2:10:06, e la maratona di Rotterdam 1997, nel suo record personale di 2:07:51.
Ha partecipato a quattro Olimpiadi:
- Seul 1988: 4º nei 5000
- Barcellona 1992: 11º nei 5000, rit. nei 10000
- Atlanta 1996: 25º nella maratona
- Sydney 2000: 18º nella maratona

Nel suo palmarès ci sono anche l'oro nei 10000 ai Goodwill Games 1986, l'argento agli Europei di cross 1994 e il titolo nazionale nel cross 2003.
Anche il fratello gemello, Dionísio Castro, è stato un atleta di livello internazionale.

## Altre competizioni internazionali
1987
- Oro al Cross Internacional de Venta de Baños ( Venta de Baños)

1988
- Bronzo alla Grand Prix Final ( Berlino Ovest), 5000 m piani - 13'24"03
- Oro alla Dam tot Damloop ( Zaandam) - 46'55"
- Oro al Cross Internacional de la Constitución ( Alcobendas)

1989
- Oro al Cross Internacional de Italica ( Italica) - 28'28"
- Oro al Cross Internacional de Venta de Baños ( Venta de Baños)

1990
- Oro al Cross Zornotza ( Amorebieta-Etxano) - 33'02"

1992
- Oro al Cross Internacional de Venta de Baños ( Venta de Baños)

1994
- Oro al Cross Zornotza ( Amorebieta-Etxano)
- Oro al Cross Internacional de Venta de Baños ( Venta de Baños)

1995
- Oro alla Maratona di Parigi ( Parigi) - 2h10'06"

1996
- 6º alla Maratona di Londra ( Londra) - 2h11'12"
- 5º alla Maratona di Fukuoka ( Fukuoka) - 2h11'57"

1997
- Oro alla Maratona di Rotterdam ( Rotterdam) - 2h07'51"
- 6º alla Maratona di New York ( New York) - 2h10'23"

1999
- Argento alla Maratona di New York ( New York) - 2h09'20"
- 8º alla Maratona di Londra ( Londra) - 2h10'24"
- Oro alla 20 Kilomètres de Paris ( Parigi) - 57'44"

2000
- 4º alla Lille Half Marathon ( Lilla) - 1h01'43"

2002
- 18º alla Maratona di Berlino ( Berlino) - 2h13'23"

2003
- 7º alla Setúbal Half Marathon ( Setúbal) - 1h05'28"